# فرد ویلارد
فردریک چارلز ویلارد (به انگلیسی: Frederick Charles willard؛ ۱۸ سپتامبر ۱۹۳۳ – ۱۵ مهٔ ۲۰۲۰) بازیگر اهل ایالات متحده آمریکا بود. وی بین سال‌های ۱۹۵۹ تا ۲۰۲۰ میلادی فعالیت می‌کرد.

## فیلم‌شناسی

### سینما
- شوخی با دیک و جین (۱۹۷۷)
- چگونه بر هزینه‌های بالای زندگی غلبه کنیم (۱۹۸۰)
- این اسپینال تپ است (۱۹۸۴)
- رکسان (۱۹۸۷)
- نیمه‌شب ماندگار (۱۹۹۸)
- آستین پاورز: جاسوسی که مرا تکان داد (۱۹۹۹)
- دست‌های بیکار (۱۹۹۹)
- برنامه‌ریز عروسی (۲۰۰۱)
- عروسی آمریکایی (۲۰۰۳)
- هارولد و کومار به وایت کستل می‌روند (۲۰۰۸)
- گوینده: افسانه ران برگندی (۲۰۰۴)
- جوجه کوچولو (۲۰۰۵)
- دیت مووی (۲۰۰۶)
- خانه هیولا (۲۰۰۶)
- محض اطلاع (۲۰۰۶)
- فیلم حماسی (۲۰۰۷)
- من هرگز نمی‌تونم همسر تو باشم (۲۰۰۷)
- هارولد (۲۰۰۸)
- وال-ئی (۲۰۰۸)
- جادوی بل آیل (۲۰۱۲)
- گوینده ۲: افسانه ادامه دارد (۲۰۱۳)
- هواپیماها: حریق و نجات (۲۰۱۴)
- پنجاه طیف بلک (۲۰۱۶)

### مجموعه تلویزیونی
- تلویزیون شهر دوم (۱۹۸۲)
- دختران زرین (۱۹۹۱)
- متأهل… بچه‌دار (۱۹۹۲)
- خیال باطل (۱۹۹۲)
- مورفی براون (۱۹۹۵)
- روزان (۱۹۹۷–۱۹۹۵)
- دوستان (۱۹۹۶)
- سابرینا جادوگر نوجوان (۱۹۹۸)
- سیمپسون‌ها (۱۹۹۹)
- الی مک‌بل (۲۰۰۱)
- پادشاه تپه (۲۰۱۸–۲۰۰۱)
- هی آرنولد! (۲۰۰۲)
- آزمایشگاه دکستر (۲۰۰۲)
- مرد خانواده (۲۰۰۲)
- نمایش دهه ۷۰ (۲۰۰۳)
- نمایش درو کری (۲۰۰۴)
- دروازه ستارگان اس‌جی-۱ (۲۰۰۷)
- جادوگران محله ویورلی (۲۰۰۹)
- خانواده امروزی (۲۰۲۰–۲۰۰۹)
- کسل (۲۰۱۰)
- چاک (۲۰۱۰)
- داستان زندگی هوپ (۲۰۱۲)
- راب (۲۰۱۲)
- کلیولند شو (۲۰۱۲)
- اجتماع (۲۰۱۳)
- جسور و زیبا (۲۰۱۶–۲۰۱۵)
- کمدی بنگ! بنگ! (۲۰۱۶–۲۰۱۴)
- خانه لاود (۲۰۱۹–۲۰۱۶)
- دختر جدید (۲۰۱۷)
- جیمی کیمل لایو! (۲۰۱۹–۲۰۱۸)

## درگذشت
فرد ویلارد در ۱۵ مهٔ ۲۰۲۰، در سن ۸۶ سالگی، بر اثر ایست قلبی ناشی از بیماری درگذشت.